# Denny Party

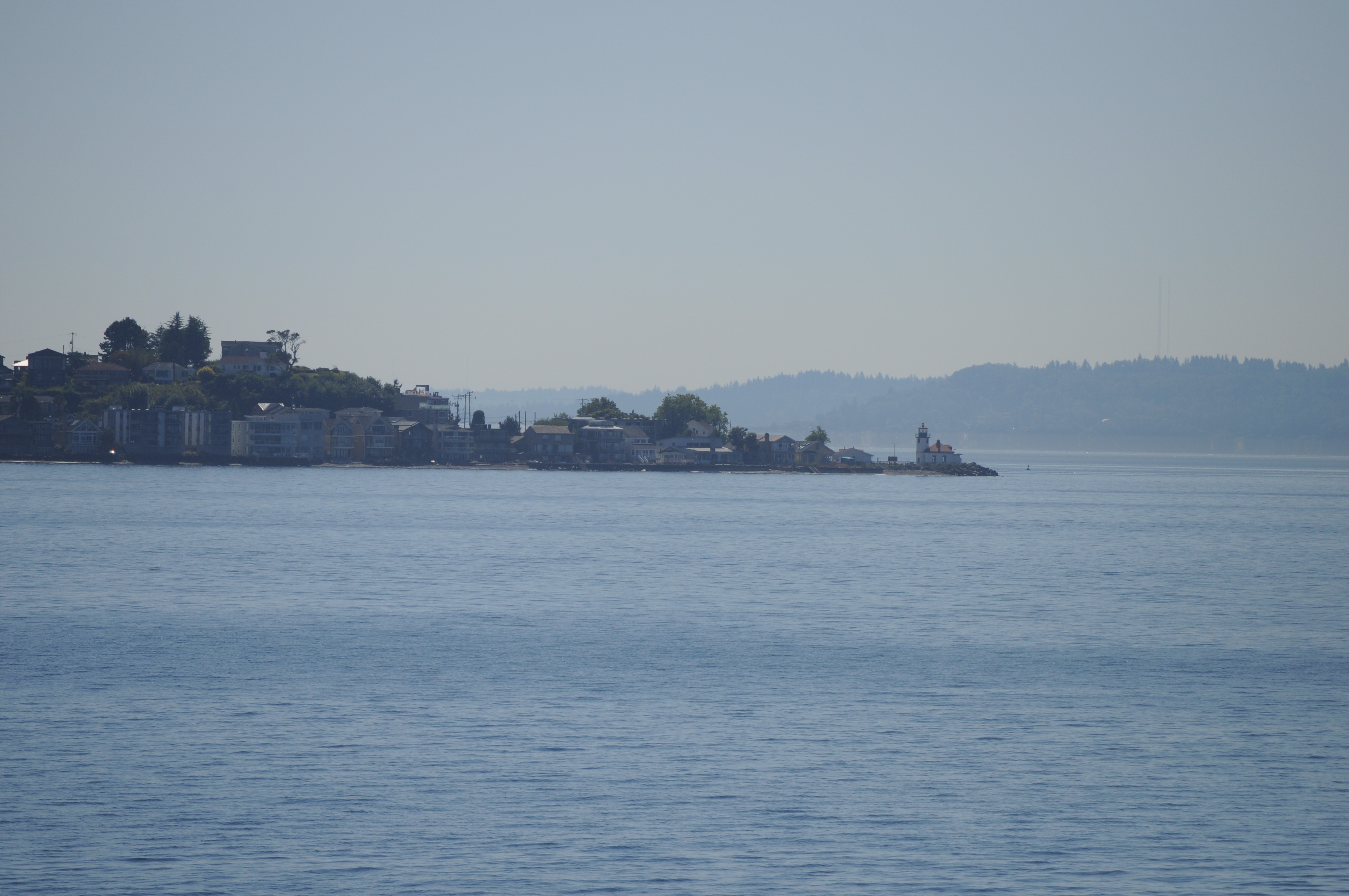
Вид на мыс Alki Point, 2011 год

Denny Party — группа (партия) американских пионеров, которые считаются основателями города Сиэтла на территории нынешнего штата Вашингтон, поселившись на мысе Alki Point 13 ноября 1851 года.

## История
Повозка группы Денни во главе с Артуром Денни покинула городок Черри-Гроув, штат Иллинойс, следуя по Орегонскому пути, 10 апреля 1851. В эту партию людей входили: отец семейства Джон Денни, мачеха, два старших брата Артура и младший брат Дэвид, а также жена Артура — Мэри Энн Борен, вместе с младшей сестрой Мэри — Луизой и их братом Карсоном Борен. Мэри Энн, будучи женой Артура, являлась его сводной сестрой, и была беременна во время путешествия. Сестра Мэри — Луиза Борен вышла замуж за Дэвида Денни уже в Сиэтле в 1853 году.
6 июля 1851 года партия сражалась с коренными американцами у водопада на реке Снейк, никого не потеряв. На следующий день они встретили Джона Лоу (John Low), который присоединился к их группе. В конце июля группа Денни достигла реки Бернт-Ривер в восточной части Орегона, где они встретили еще одного пионера по имени Брок (Brock), который предложил расположиться рядом с заливом Пьюджет-Саунд. Группа Денни сочла это место хорошей идеей для создания города. 22 августа 1851 года группа прибыла в Портленд, Орегон, где они сделали остановку, так как сам Артур заболел, а его жена собиралась родить. 2 сентября Мэри Энн родила сына Ролланда Денни (Rolland H. Denny).
Затем Джон Лоу и Дэвид Денни направились на север, чтобы исследовать местность; по пути к ним присоединился Леандер Терри (Leander "Lee" Terry). В недавно основанной на севере территории Орегон Олимпии они встретили такого же пионера Майкла Симмонса, основателя Тумуотера, который направил их на мыс Alki. Здесь 28 сентября 1851 года Терри и Лоу начали строить приют с помощью местных коренных американцев, а затем заявили права на эту землю. Затем Лоу вернулся в Портленд, чтобы предупредить остальных участников группы о своих изысканиях. В это время на мысе остался заболевший Дэвид Денни, который повредил ногу. В сентябре он направил брату в Портленд записку со следующими словами: «Come as soon as you can, we have found a valley that will accommodate one thousand families. Mr. Low will describe it to you».

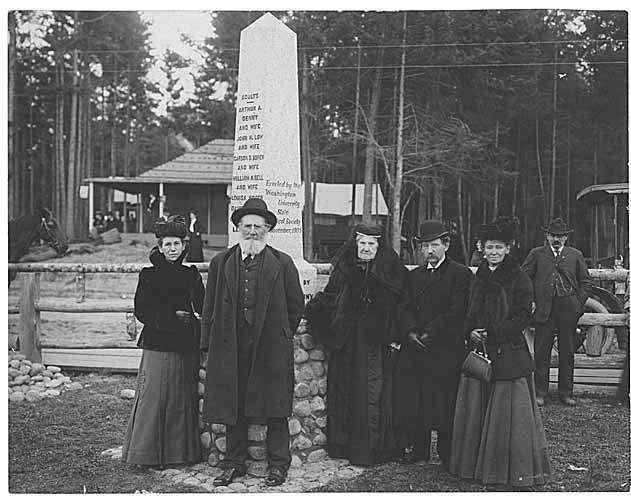
Пионеры-основатели Сиэтла у монумента, 13 ноября 1905 года (см. имена в описании фотографии)

В Портленде Артур Денни завербовал в свою компанию фермера из Иллинойса Уильяма Белла с его женой, а также младшего брата Леандера Терри — Чарли (Charlie Terry). 5 ноября 1851 года вся группа покинула Портленд на шхуне «Exact», направившись в Пьюджет-Саунд и на острова Королевы Шарлотты вместе с другими переселенцами. После трудного путешествия компания прибыла 13 ноября этого же года на Alki, где Дэвид приветствовал их словами: «I wish you hadn't come». Часть группы решила разведать близлежащие места и обосновалась вблизи залива Elliott Bay.
В течение следующих нескольких лет поселения Alki Point и Elliott Bay конкурировали между собой за главную роль в основании Сиэтла. В настоящее время оба они входят в состав этого города, а в парке Alki Beach Park установлен памятник с именами всех членов Denny Party.